# مجموعة بي جي
مجموعة بي جي (بالإنجليزية: BG Group) هي شركة غاز طبيعي بريطانية متعددة الجنسيات، وهي واحدة من أكبر 20 مجموعة تعمل في مجالات النفط والغاز في العالم، ومقرها في ردينغ، المملكة المتحدة، وهي أيضا ثالث أكبر منتج للنفط والغاز في المملكة المتحدة وأدرجت بمركز 28 في تصنيف شركات الطاقة العالمية في عام 2012. يعود أصل بي جي إلى شركة الغاز البريطانية الحكومية. تمت خصخصة الشركة عام 1986 وسميت البريطانية للغاز بي إل سي، ثم انقسمت الشركة إلى بي جي بي إل سي (BG plc) وسنتريكا في عام 1997. وفي ديسمبر 1999، انتهت شركة BG plc من إعادة الهيكلة المالية التي أسفرت عن إنشاء شركة أم الجديدة، هي مجموعة بي جي (BG Group plc).
يقع المقر الرئيسي للمجموعة في المملكة المتحدة، وتعمل في أكثر من 25 بلد في أفريقيا وآسيا وأستراليا وأوروبا وأمريكا الشمالية والجنوبية. أنتجت مجموعة بي جي حوالي 657 ألف برميل من مكافئ النفط يوميًا في عام 2011، وهو ما يمثل زيادة قدرها 3٪ عن السنة السابقة.في عام 2009 كان مجموع الاحتياطيات المؤكدة للمجموعة 2٫6 مليار برميل من مكافئ النفط، ويقع نصفها تقريبًا في مصر والمملكة المتحدة (25٪ و24٪، على التوالي).

## مقتطفات من تقرير الشركة

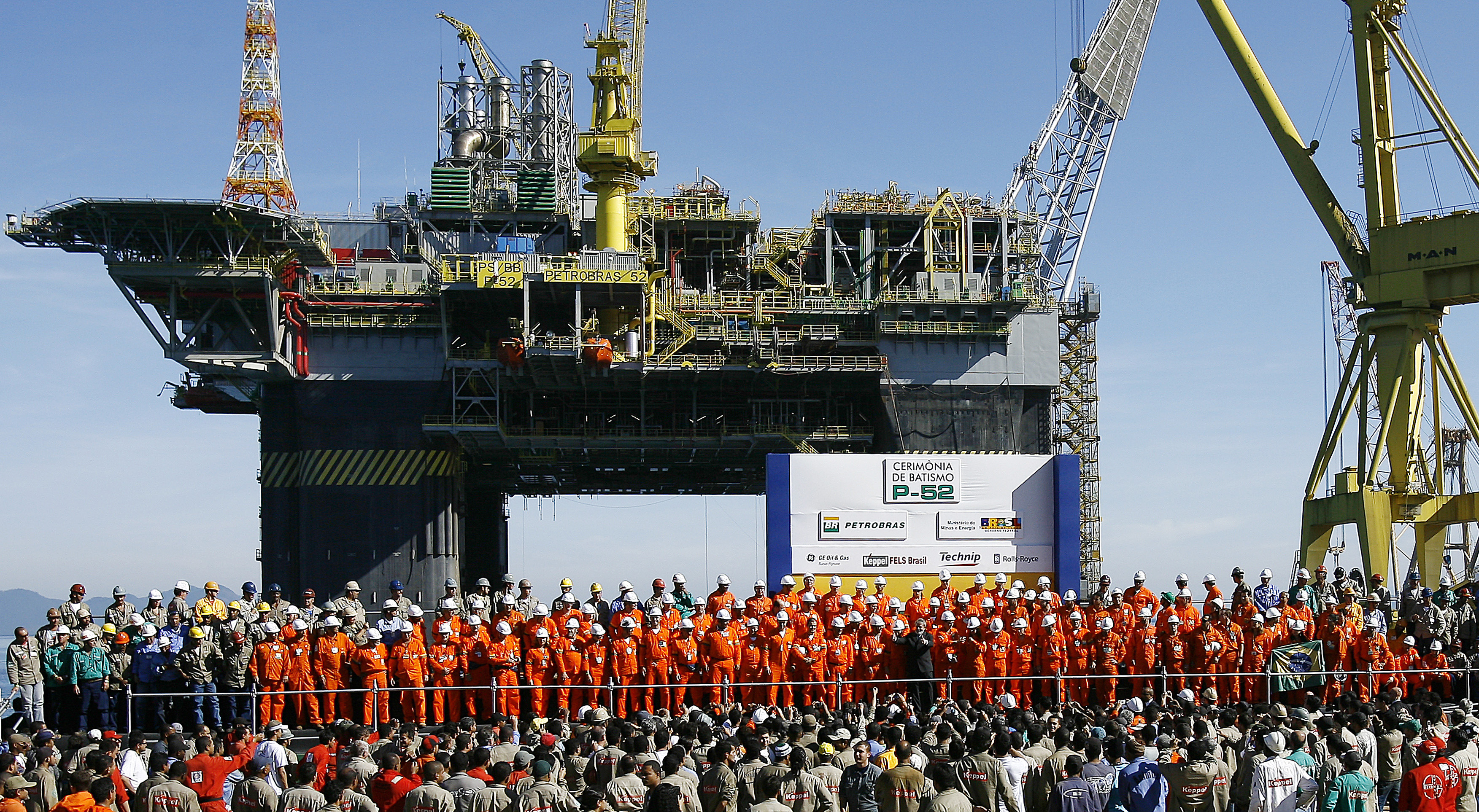
حفل لإطلاق منصة للنفط P 52، التي تعمل في حوض كامبوس.

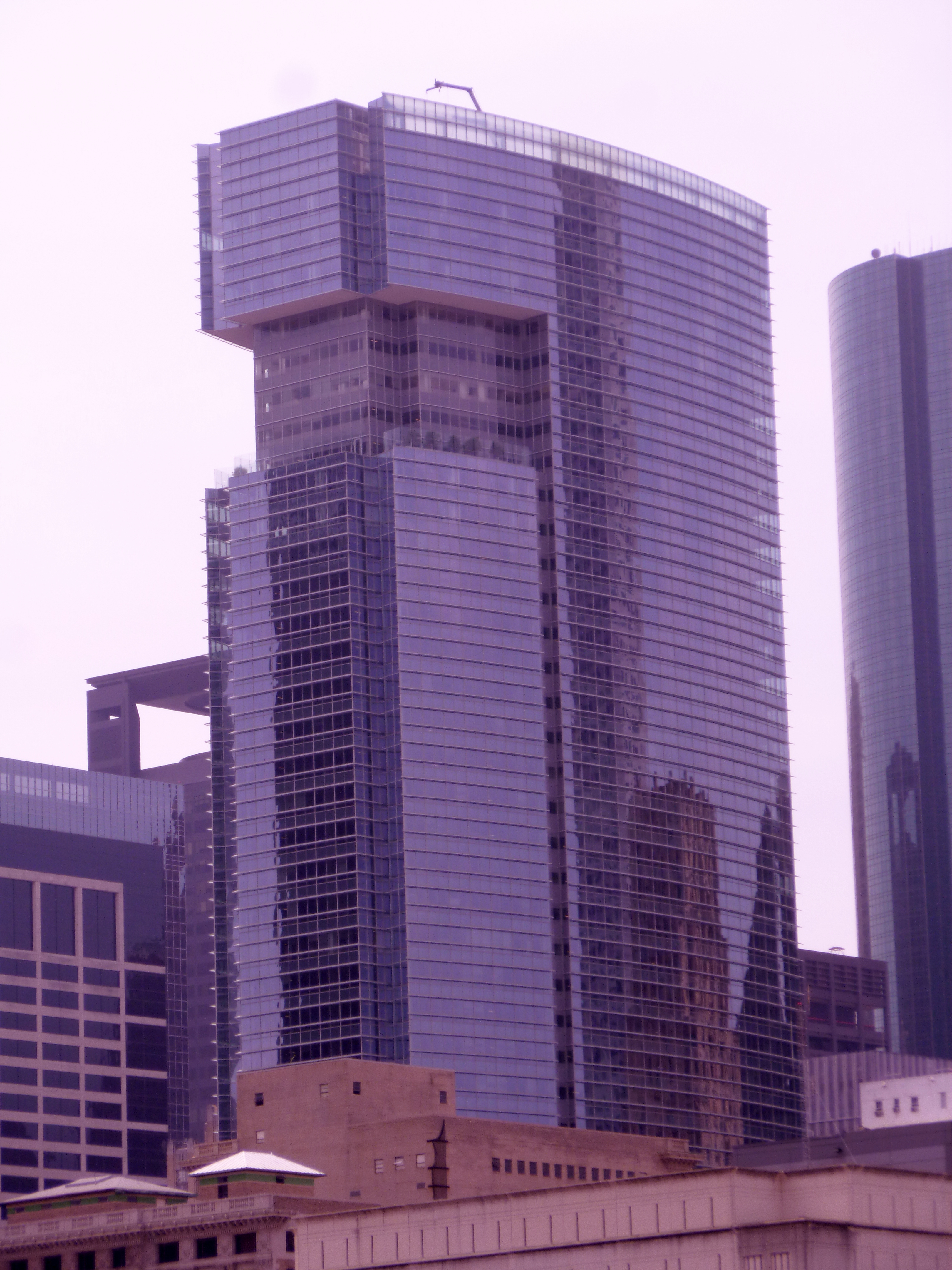
مقر مجموعة بي جي في هيوستن، الولايات المتحدة، ومقر مجموعة بي جي في أمريكا الشمالية.

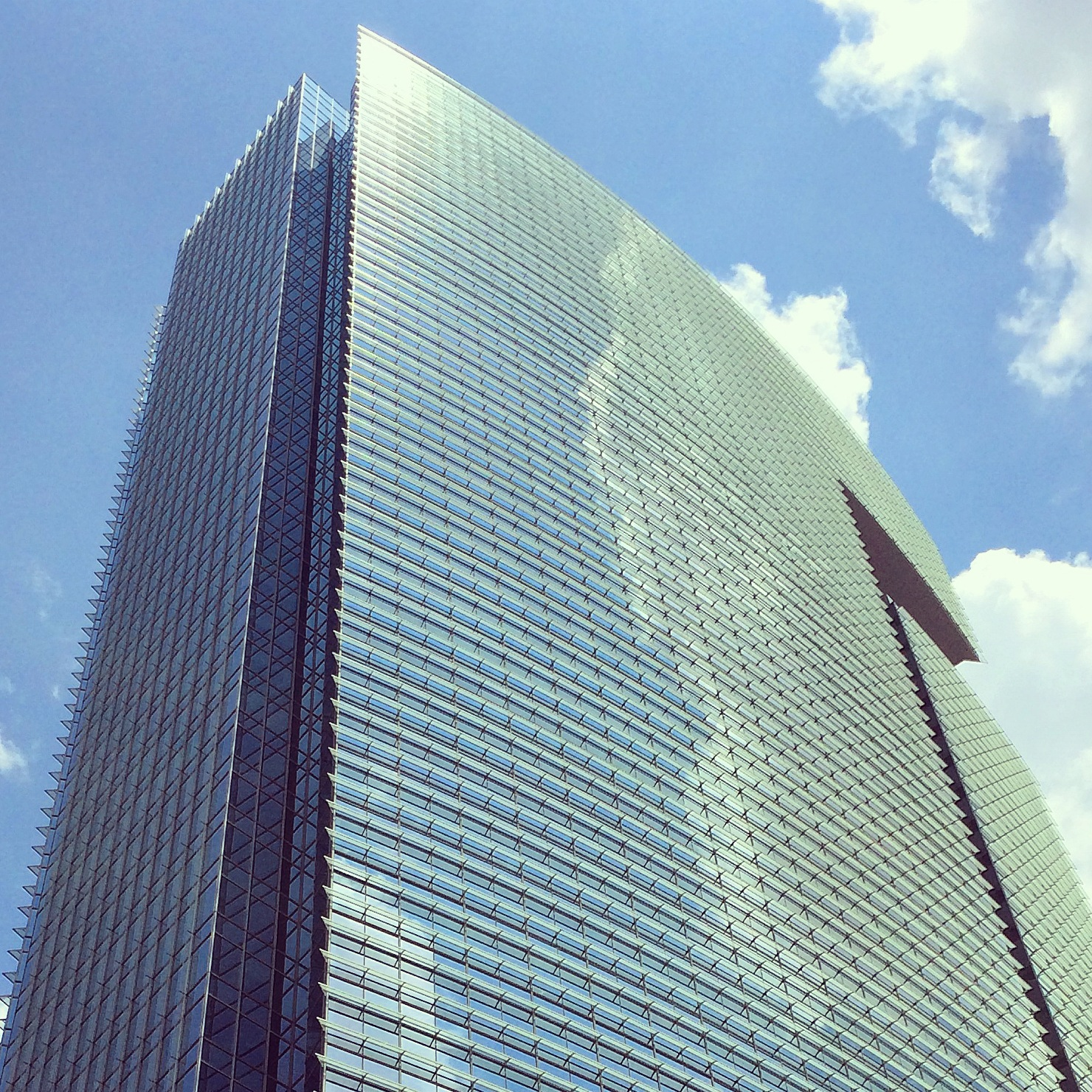
مقر مجموعة بي جي في هيوستن

تكشف النتائج الكاملة لسنة 2011 لمجموعة بي جي عن ارتفاع إجمالي الأرباح التشغيلية بنسبة 19٪ إلى 8٫2 مليار دولار أمريكي، ويرجع ذلك أساسا إلى سير العمل في المشروعات الكبرى في أستراليا والبرازيل. وقال الرئيس التنفيذي للمجموعة فرانك تشابمان في التقرير، أن بي جي قد وقعت اتفاقًا تاريخيًا مع سابين باس للتسييل، مما يؤمن لها اتفاقًا بحجم تصدير قدره 5٫5 ملايين طن سنويًا من الغاز الطبيعي المسال خلال العشرين عامًا المقبلة. في حين انخفض حجم الإنتاج الكلي للمجموعة بنسبة 1٪ بسبب قيود البنية التحتية في بحر الشمال، ارتفع الإنتاج خارج المملكة المتحدة بنسبة 5٪.
انخفضت الأرباح التشغيلية للمجموعة بنسبة 12٪ في الربع الرابع من عام 2012، وهو الأمر الذي فسره تقرير أصدرته 'بتروليم إكونوميست' في أوائل عام 2013 بأنه انعكاسًا لانخفاض أنتاج مشاريعها في بحر الشمال ومصر. يرجع الأمر لعدد من الأسباب، من بينها إغلاق أحد منصاتها في بحر الشمال وانخفاض تقديرات احتياطي الغاز في مصر. وتوقعت مجموعة بي جي لمرور عام 2013 دون نمو، وفقًا لصحيفة الجارديان.